# E. E. Clive
Edward E. Clive dit E. E. Clive est un acteur, metteur en scène, directeur de théâtre et producteur britannique né le 28 août 1879 à Blaenavon dans l'actuel comté de Torfaen (pays de Galles) et mort le 6 juin 1940 à Los Angeles (Californie).

## Biographie
E. E. Clive débute au théâtre en 1901, dans son pays natal, puis s'installe en 1912 aux États-Unis, où il poursuit très activement sa carrière théâtrale (d'abord comme acteur de vaudeville), principalement au Copley Theatre de Boston, en tant que directeur et acteur. À Broadway (New York), entre 1926 et 1931, il participe à quatre pièces, comme acteur ou metteur en scène ou producteur, avant de partir faire carrière aux États-Unis dans le cinéma. Il apparaît ainsi dans près d'une centaine de films de 1932 à sa mort, le 6 juin 1940 d'une crise cardiaque dans sa maison de North Hollywood.

## Théâtre (sélection)
En tant qu'acteur, sauf mention contraire
- 1926 : The Creaking Chair, pièce en trois actes d'Allene Tupper Wilke et Roland Pertwee, Lyceum Theatre, Broadway - également metteur en scène et coproducteur
- 1926 : Sport of Kings, pièce en trois actes d'Ian Hay Beith, Lyceum Theatre, Broadway - uniquement coproducteur
- 1927 : The Ghost Train, pièce d'Arnold Ridley, Copley Theatre, Boston
- 1929 : The Whispering Gallery, pièce en trois actes de Perry Robinson et Terence De Marney, Forrest Theatre, Broadway - uniquement producteur
- 1931 : The Bellamy Trial, pièce en trois actes de Frances Noyes Hart et Frank E. Carstarphen, 48th Street Theatre, Broadway - également metteur en scène et producteur

Sources :  Theatre Collection, Internet Broadway Database

## Filmographie partielle

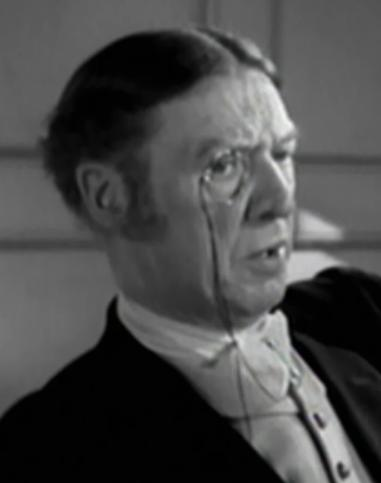
E. E. Clive dans Le Petit Lord Fauntleroy (1936)

- 1932 : Cheaters at Play d'Hamilton MacFadden : le steward
- 1933 : L'Homme invisible (The Invisible Man) de James Whale : le connétable Jaffers
- 1934 : The Poor Rich d'Edward Sedgwick
- 1934 : Riptide d'Edmund Goulding
- 1934 : One More River de James Whale
- 1934 : Charlie Chan in London d'Eugene Forde : le détective-sergent Thacker
- 1934 : La Joyeuse Divorcée (The Gay Divorcee) de Mark Sandrich : l'inspecteur des douanes
- 1934 : Le Petit Ministre (The Little Minister) de Richard Wallace : le shérif Greer
- 1934 : Long Lost Father d'Ernest B. Schoedsack
- 1934 : Le Retour de Bulldog Drummond (Bulldog Drummond Strikes Back) de Roy Del Ruth : le policier londonien
- 1935 : The Mystery of Edwin Drood de Stuart Walker
- 1935 : Chercheuses d'or de 1935 (Gold Diggers of 1935) de Busby Berkeley : Westbrook
- 1935 : La Fiancée de Frankenstein (The Bride of Frankenstein) de James Whale : le bourgmestre
- 1935 : We're in the Money de Ray Enright
- 1935 : Atlantic Adventure d'Albert S. Rogell
- 1935 : 3 kids and a Queen d'Edward Ludwig
- 1935 : A Feather in her Hat d'Alfred Santell
- 1935 : L'Homme qui fait sauter la banque (The Man Who Broke the Bank at Monte Carlo) de Stephen Roberts
- 1935 : Stars Over Broadway de William Keighley
- 1935 : Kind Lady de George B. Seitz
- 1935 : Capitaine Blood (Captain Blood) de Michael Curtiz : l'huissier
- 1935 : Sylvia Scarlett de George Cukor : l'inspecteur des douanes
- 1935 : Le Marquis de Saint-Évremont (A Tale of Two Cities) de Jack Conway : le juge de l'Old Bailey
- 1935 : Reine de beauté (Page Miss Glory) de Mervyn LeRoy : le tailleur
- 1935 : David Copperfield (The Personal History, Adventures, Experience and Observation of David Copperfield the Younger) de George Cukor : l'homme du shérif
- 1935 : La Veuve de Monte-Carlo (The Widow from Monte Carlo) d'Arthur Greville Collins
- 1936 : Ce que femme veut (Love Before Breakfast) de Walter Lang
- 1936 : Une fine mouche (Libeled Lady) de Jack Conway : le moniteur de pêche
- 1936 : Tarzan s'évade (Tarzan Escapes) de Richard Thorpe : Masters
- 1936 : Le Petit Lord Fauntleroy (Little Lord Fauntleroy) de John Cromwell : sir Harry Lorridaile
- 1936 : L'Heure mystérieuse (The Unguarded Hour) de Sam Wood : lord Hathaway
- 1936 : La Fille de Dracula (Dracula's Daughter) de Lambert Hillyer : le sergent Wilkes
- 1936 : Sa Majesté est de sortie (The King Steps Out) de Josef von Sternberg
- 1936 : Show Boat de James Whale
- 1936 : The Dark Hour de Charles Lamont
- 1936 : La Charge de la brigade légère (The Charge of the Light Brigade) de Michael Curtiz : sir Humphrey Harcourt
- 1936 : La Flèche d'or (The Golden Arrow) d'Alfred E. Green : Walker
- 1936 : À vos ordres, Madame (Trouble for Two), de J. Walter Ruben
- 1936 : Palm Springs d'Aubrey Scotto
- 1936 : Ticket to Paradise d'Aubrey Scotto
- 1936 : L'Ange blanc (The White Angel) de William Dieterle
- 1936 : Jim l'excentrique (Piccadilly Jim) de Robert Z. Leonard
- 1936 : Caïn et Mabel (Cain and Mabel) de Lloyd Bacon : Charles Fendwick
- 1936 : L'Île de la furie (Isle of Fury) de Frank McDonald
- 1936 : All American Chump d'Edwin L. Marin
- 1936 : Le Pacte (Lloyd's of London) de Henry King : le magistrat
- 1936 : Le Roman de Marguerite Gautier (Camille)  de George Cukor : Saint-Gaudens
- 1937 : Bulldog Drummond Escapes de James P. Hogan
- 1937 : Sur l'avenue (On the Avenue) de Roy Del Ruth
- 1937 : They Wanted to Marry de Lew Landers
- 1937 : Aventure en Espagne (Love Under Fire) de George Marshall : le capitaine Bowden
- 1937 : Ready, Willing and Able de Ray Enright
- 1937 : La Vie, l'Art et l'Amour (Live, Love and Learn) de George Fitzmaurice
- 1937 : La Force des ténèbres (Night Must Fall) de Richard Thorpe : le guide
- 1937 : Après (The Road Back) de James Whale
- 1937 : Le Secret des chandeliers (The Emperor's Candlesticks) de George Fitzmaurice
- 1937 : Charmante Famille (Danger-Love at Work) d'Otto Preminger : Wilbur
- 1937 : Le Démon sur la ville (Maid of Salem) de Frank Lloyd : Bilge
- 1937 : L'Aventure de minuit (It's Love I'm After) d'Archie Mayo : le premier majordome
- 1937 : Valet de cœur (Personal Property) de W. S. Van Dyke : Cosgrove Dabney
- 1937 : Bulldog Drummond Comes Back de Louis King
- 1937 : The Great Garrick de James Whale
- 1937 : Beg Borrow or Steal de Wilhelm Thiele
- 1937 : Bulldog Drummond's Revenge de Louis King
- 1938 : Après la tempête (The First Hundred Years) de Richard Thorpe
- 1938 : Le Proscrit (Kidnapped) d'Alfred L. Werker et Otto Preminger : le révérend MacDougall
- 1938 : Bulldog Drummond's Peril de James P. Hogan
- 1938 : Le Retour d'Arsène Lupin (Arsène Lupin Returns) de George Fitzmaurice : Alf Hammond
- 1938 : Bulldog Drummond in Africa de Louis King
- 1938 : L'Île des angoisses (Getaway) d'Alfred L. Werker : le steward
- 1938 : Submarine Patrol de John Ford
- 1938 : Arrest Bulldog Drummond de James P. Hogan
- 1939 : I'm from Missouri de Theodore Reed
- 1939 : Petite Princesse (The Little Princess) de Walter Lang : Mr. Barrows
- 1939 : Bulldog Drummond's Secret Police de James P. Hogan
- 1939 : Le Chien des Baskerville (The Hound of the Baskervilles)  de Sidney Lanfield :  Cabby
- 1939 : Rose de Broadway (Rose of Washington Square) de Gregory Ratoff : le conducteur de calèche
- 1939 : Sherlock Holmes (The Adventures of Sherlock Holmes) d'Alfred L. Werker : l'inspecteur Bristol
- 1939 : L'Irrésistible Monsieur Bob (Man About Town) de Mark Sandrich : Hotchkiss
- 1939 : Raffles, gentleman cambrioleur (Raffles) de Sam Wood : Barraclough
- 1939 : Mademoiselle et son bébé (Bachelor Mother) de Garson Kanin : le majordome
- 1939 : Bulldog Drummond's Bride de James P. Hogan
- 1939 : The Honeymoon's Over d'Eugene Forde
- 1940 : Le Gangster de Chicago (The Earl of Chicago) de Richard Thorpe et Victor Saville : Mr. Redwood
- 1940 : La Femme aux brillants (Adventure in Diamonds) de George Fitzmaurice :  Sir William Lucas
- 1940 : Congo Maisie (en) de H. C. Potter : Horace Snell
- 1940 : Orgueil et Préjugés (Pride and Prejudice) de Robert Z. Leonard : sir William Lucas
- 1940 : Correspondant 17 (Foreign Correspondent) d'Alfred Hitchcock : Mr. Naismith
- 1940 : Flowing Gold (en) d'Alfred E. Green : Mr. Naismith

Sources :  Internet Movie Database